# Rowena (Dakota del Sud)
Rowena è una comunità non incorporata della contea di Minnehaha, nel Dakota del Sud. Si trova lungo la South Dakota Highway 42.
Rowena si trova a poco più di un miglio a nord dal confine con l'Iowa, a circa 5 miglia (8.0 km) a est di Sioux Falls e a 5 miglia (8.0 km) a ovest dal confine con il Minnesota. Lo ZIP code è 57056.

## Torri televisive
Due delle strutture più alte del Dakota del Sud si trovano vicino a Rowena: la KDLT Tower alta 666 2/3 yard e la KELO TV Tower leggermente più bassa.

## Storia
La comunità prende il nome da Rowena, un personaggio del romanzo Ivanhoe. La città fu fondata dalla Illinois Central Railroad quando fu estesa a tale punto.